# Nam Đồng, Đống Đa
Nam Đồng là một phường thuộc quận Đống Đa, thành phố Hà Nội, Việt Nam.
Phường Nam Đồng có diện tích 0,41 km², dân số năm 2022 là 14.619 người, mật độ dân số đạt 35.656 người/km².